# Список эпизодов телесериала «Рухнувшие небеса»
Ниже приведён список эпизодов американского постапокалиптического телесериала «Рухнувшие небеса».

## Обзор сезонов
| Сезон | Сезон | Эпизоды | Оригинальная дата показа | Оригинальная дата показа |
| Сезон | Сезон | Эпизоды | Премьера сезона          | Финал сезона             |
| ----- | ----- | ------- | ------------------------ | ------------------------ |
|       | 1     | 10      | 19 июня 2011             | 7 августа 2011           |
|       | 2     | 10      | 17 июня 2012             | 19 августа 2012          |
|       | 3     | 10      | 9 июня 2013              | 4 августа 2013           |
|       | 4     | 12      | 22 июня 2014             | 31 августа 2014          |
|       | 5     | 10      | 28 июня 2015             | 30 августа 2015          |

## Список серий

### Сезон 1 (2011)
| № общий | № в сезоне | Название                                   | Режиссёр            | Автор сценария         | Дата премьеры  | Зрители в США (млн) |
| --- | ---------- | ------------------------------------------ | ------------------- | ---------------------- | -------------- | ------------------- |
| 1 | 1          | «Живи и учись» «Live and Learn»            | Карл Франклин       | Роберт Родэт           | 19 июня 2011   | 5,91                |
| Через шесть месяцев после вторжения инопланетян, уничтоживших 90% человеческой расы, профессор истории Том Мейсон (Ной Уайл) становится заместителем командующего второго Массачусетского полка, группы гражданских и военных, куда входят 2 его сына, Хэл и Мэтт. Уивер, командир второго Массачусетского, посылает Тома, Хэла и небольшую группу солдат на разведывательное задание для обеспечения продовольствием, водой и расходными материалами остального войска. Путь им преграждают скиттеры, шестиногие инопланетные солдаты, и Мехи, двуногие машины-убийцы, но группа смогла собрать достаточно запасов на несколько дней. Во время задания, Хэл мельком увидел своего пропавшего брата Бена, который был порабощён пришельцами через «брекет». |            |                                            |                     |                        |                |                     |
| 2 | 2          | «Оружейная» «The Armory»                   | Грэг Биман          | Грэхем Йост            | 19 июня 2011   | 5,91                |
| Командующий Уивер посылает Тома и небольшой отряд, разведать возможный оружейный арсенал, но они были взяты в заложники группой преступников, которые затем пытаются использовать Тома и его команду в качестве товара на обмен, для приобретения пищи, оружия и транспортных средств. Обмен срывается инопланетным кораблём, который убивает большинство преступников. Их лидер, известный только как Поуп, взят под стражу. Маргарет, одна из преступников, соглашается помочь и сражаться за второй Массачусетский, а также помочь Тому найти его порабощённого сына Бена, который был замечен в больнице неподалёку всего несколько дней назад. |            |                                            |                     |                        |                |                     |
| 3 | 3          | «Военнопленный» «Prisoner of War»          | Грэг Биман          | Фрэл Колан             | 26 июня 2011   | 4,20                |
| Ко второму Массачусетскому присоединился доктор Майкл Харрис, старый знакомый Тома, единственный обнаруживший, как безопасно снять брекеты с порабощённых детей. Неудачная попытка вернуть Бена оставила Хэла и его подругу Карен на милость пришельцам, но зато другой солдат, Майк, по счастливой случайности успевает спасти своего захваченного сына. Скиттер приказывает Меху убить оставшихся детей на глазах у Хэла, забирает Карен, а затем отпускает его, чтобы тот доставил сообщение: заберёте одного, погибнут остальные. Теперь Том понимает, что он не может спасти своего сына, не подвергая опасности других пленников. Тому удаётся захватить живого скиттера, который подвергнется медицинским исследованиям, а Поуп становится новым поваром второго Массачусетского. |            |                                            |                     |                        |                |                     |
| 4 | 4          | «Благоволение» «Grace»                     | Фрэд Той            | Мелинда Сюй Тейлор     | 3 июля 2011    | 4,07                |
| Том и его команда отправляются на разведку в старый магазин мотоциклов, чтобы посмотреть какие ещё можно использовать, и Уивер уверяет, что Том может принять Поупа с собой. После прибытия в магазин, Поупу удаётся бежать, и напасть на гнездо сонных Скиттеров, привлекая внимание соседних Мехов. Тем временем, Энн пытается установить связь с захваченным скиттером, в то время как Харриса больше интересует просто вскрыть его. Сын Майка, Рикки, приходит в себя после операции по удалению брекета, и сразу же одевает его обратно, чтобы помочь скиттеру сбежать. Рикки останавливают прежде, чем он успевает открыть клетку. Команда Тома возвращается обратно в школу с несколькими мотоциклами. |            |                                            |                     |                        |                |                     |
| 5 | 5          | «Тихое убийство» «Silent Kill»             | Фрэд Той            | Джо Вайсберг           | 10 июля 2011   | 3,90                |
| Том работает над планом, как забрать Бена и других пленных детей из местной больницы. Капитан Уивер говорит, что план Тома слишком плохо продуман и он должен изменить его. Между тем, доктор Харрис, ослепив скиттера ярким светом, пытается ввести ему неизвестный препарат. Прищелец набрасывается на Харриса и задушит его в отместку. В то же время, Хэл придумывает альтернативный план, полагаясь на скрытность и проникновение в больницу, для вызволения Бена. Хэл вызвался одеть брекет Рикки и притвориться заключённым, чтобы спасти Бена. Энн научилась убивать скиттера (бесшумно), используя выгодное "мягкое нёбо" в задней части рта пришельца. Она закалывает пленного скиттера в слабое место перед Томом и Хэлом, чтобы доказать свою теорию. Уивер затем утвердил план Хэла и посылает команду Тома. Хэл успешно попадает в больницу и видит скиттера ведущего группу Бена спать. Хэл присоединяется к группе, без ведома скиттера. После того как дети засыпают, Хэл поражает и убивает пришельца. Команда, наконец, спасает Бена и пять других детей, и возвращает их в лагерь. Все, кроме одного выживают после удаления брекета. Бен поздно просыпается, и признаёт отца. |            |                                            |                     |                        |                |                     |
| 6 | 6          | «Убежище: Часть 1» «Sanctuary: Part 1»     | Сергио Мимица-Гезан | Джоэл Андерсон Томпсон | 17 июля 2011   | 4,27                |
| В то время как Энн лечила мальчика, его отец обкрадывает лазарет, забрав медикаменты. Отец, сын и мать сбегают вскоре после этого. Том, Уивер и Майк бросаются в погоню. Уивер позволяет семье уйти, если они отдадут украденные лекарства. Терри Клейтон (Генри Черни) наставляет ствол на отца, пока тот не соглашается вернуть украденное. Клейтон — лидер седьмого Массачусетского полка, он утверждает, что весь его отряд был уничтожен. Между тем, Хэл замечает некоторые изменения в физическом развития Бена. Хэл рассказывает по секрету Энн, что он видел, как Бен отжался 102 раза и даже не вспотел, и его поведение не свойственно его характеру. Вечером того же дня, Мех выполняет атаку с финтом на оборонительный пост, охраняемый Джимми и Паркером. Паркер убит, Джимми убегает в школу, не зная, что привёл за собой скиттера, проникшего в лагерь. Уивер спасает Джимми, убив пришельца. На следующий день, с неохотным разрешением родителей, Терри приводит детей к своему лагерю. Терри позднее разоблачён как вражеский сотрудник, обменивающий детей на гарантию ненападения на его лагерь. Его информатор, Поуп, сбегает из заключения. |            |                                            |                     |                        |                |                     |
| 7 | 7          | «Убежище: Часть 2» «Sanctuary: Part 2»     | Сергио Мимица-Гезан | Милинда Сюй Тейлор     | 24 июля 2011   | 4,07                |
| После заключения, Поупу удаётся сбежать, разрезав верёвку осколком стекла. В тот же вечер во время ужина, Рик ведёт себя взволнованно и отказывается от еды. Майк находит сарай и обнаруживает груду рюкзаков и одежды оставленных кем-то. Терри ловит его, и рассказывает его гнусной сделке Фауста. Терри призывает Майка присоединиться к их Убежищу, но тот предупреждает Хэла разбудить детей, и погибает, прикрывая их побег. Между тем, Том подозревает, чтo что-то пошло наперекосяк: двое их охранников не вернулись, и третий Массачусетский не прибыл. Хэл решает остановиться на несколько часов, чтобы отдохнуть в загородном доме, между тем Бен вызывается сбегать рассказать второму Массачусетскому о Терри и его головорезах. Последние находят детей. Но Поуп первым стреляет из-за дерева, убив одного из парней Терри. Следует перестрелка, Поуп ранен в ногу, что вызывает подошедшего Тома выйти из укрытия, чтобы прийти к компромиссу. Том сдастся, если Терри примет "условия" по возвращению в Убежище. Терри приводит группу в засаду во главе с Уивером. Хотя парни Терри сразу же сдались, неповиновение Терри заставляет Тома убить его. Сара родила первую девочку, Шарлотту. Том проверяет состояние Поупа, получившего огнестрельное ранение. Хотя Том разочарован, он прощает проступки Поупа и берёт его обратно, в качестве повара. На похоронах Майка, Хэл хвалит его храбрость, Лурдес поёт гимн, в то время как Маргарет держит руку Хэла. После похорон все расходятся, Рик обращается к Бену и говорит «(скиттеры) … никогда бы не убили своего» советуя Бену, "Ты должны понять это", и продолжает пытаться уговорить его присоединиться к нему и вернуться к своей семье, к скиттерам. |            |                                            |                     |                        |                |                     |
| 8 | 8          | «Что скрывается под…» «What Hides Beneath» | Энтони Хэмингвей    | Марк Верхайден         | 31 июля 2011   | 4,31                |
| Полковник Портер возвращается ко второму Массачусетскому и сообщает им, что не только 7-й был уничтожен, но также нет никаких контактов с 4-м и 5-м полками. Полковник говорит капитану Уиверу и Тому, что скиттеры отступили в каждом крупном городе, и это лучшее время, чтобы ударить по их базе, у него есть план скоординированных одновременных беговых атак. Уивер приказывает Тому разведать массивные сооружения скиттеров и определить, как лучше их уничтожить, и решается пойти с ним, потому что его прежний опыт позволит определить наиболее уязвимые места. Между тем, Поуп приступает к разработке взрывчатки, необходимых для разрушения зданий. Энн в тайне вскрывает мёртвого скиттера и находит брекет, закреплённый изнутри, и подозревает, что, возможно, однажды он был похож на что-то другое, может быть, даже на гуманоида. Во время разведки, Том, Хэл и Уивер шпионят за высоким, гуманоидным третьим видом пришельцев, командующим скиттерами. Возвращаясь на базу, они встречают странную женщину, которая приглашает их в свой дом. Том и Хэл принимают её предложение. Уивер остаётся снаружи, якобы для защиты мотоциклов, но уезжает к своему дому, который нарисовал Рикки. Уивер вытаскивает свечи зажигания у мотоциклов Тома и Хэла, но в конце концов они находят его. Том застаёт его на заднем дворе, распивающего виски. Уивер объясняет, что он развёлся со своей женой до вторжения и не мог найти её, когда началась атака. Он обнаружил, что его младшая дочь, были порабощена и случайно убил её, пытаясь снять брекет. Их прерывает Мех, заставляя Хэла спрятаться. Том с Уивером вместе уничтожают его. Полагая, что странная женщина предала их, они возвращаются к ней в квартиру и узнают, что она была агентом скиттеров, которые используют её, чтобы захватывать людей. Во время её допроса порабощённая Карен спрашивает с другой стороны двери о них. До того, как Хэл что-либо сделал, Том посмотрел в глазок и столкнулся лицом к лицу с одним из новых 10-12 дюймовых пришельцев. Вернувшись в школу, они застают Поупа, демонстрирующего свои новые пули, сделанные из брони Меха. Выстрелы могут пробить Меха, зрители ликуют. Рикки, увидевший это, убегает, а затем и Бен. |            |                                            |                     |                        |                |                     |
| 9 | 9          | «Бунт» «Mutiny»                            | Холли Дэйл          | Джо Вайсберг           | 7 августа 2011 | 5,70                |
| Полковник Портер пропал, считается мёртвым. Нет сообщений от 4-го, 5-го и 7-го полков. Капитан Уивер запирает Тома после его вопроса о психическом состоянии капитана, его способности вести бойцов и помочь гражданским лицам, и что его приказ продолжать наступление в тяжёлых условиях не имеет шансов. Тому удаётся бежать с помощью Хэла и Джимми, он противостоит Уиверу и убеждает его улучшить план. Между тем, Скотт и Бен работают, чтобы сорвать передачу скиттеров. |            |                                            |                     |                        |                |                     |
| 10 | 10         | «Восемь часов» «Eight Hours»               | Грэм Биман          | Марк Верхайден         | 7 августа 2011 | 5,54                |
| Рик убегает, чтобы вернуться к скиттерам и приходит к Меган, которая обещает взять его обратно, если он скажет ей всё, что он знает о втором Массачусетском, что он и делает, но она уходит, оставляя его с чувством предательства. Рикки удивляется, что Том хочет, чтобы он вернулся. Уивер спешит с планом нападения на базу скиттеров, просит 50 добровольцев, объяснив, что Портер умер, и четвёртого и пятого полков может и не быть. Прибыв на место встречи трёх полков, Уивер подтверждает, что 4-й и 5-й были уничтожены. Узнав, что скиттеры узнали о местонахождении второго Массачусетского, Том решает эвакуировать гражданское население, прикрывая их небольшим отрядом. В то время как отряд Уивера далеко, 2-й Массачусетский подвергся атаке Мехов, но Скотт и Бен спасают положение, найдя частоту передачи скиттеров и заглушив её. Полагая, что нападение превратится в самоубийственную миссию, Уивер посылает Хэла обратно сообщить, что 4-й и 5-й полки не явились, значит они разбиты. Том отправляется спасти Уивера, и посылает обратно машину и радио с Поупом и Энтони, оба раненых. Поуп отдаёт ему реактивный гранатомёт, который может уничтожить Меха. Том находит Уивера, и сбивает корабль скиттеров, который врезается в их базу, и вызывает мощный взрыв. По дороге домой Карен останавливает их машину и говорит, что пришельцы оставят Бена, если Том пойдёт с высоким пришельцем к их кораблю. Уивер просит его отказаться и остаётся позади, шокированный. |            |                                            |                     |                        |                |                     |

### Сезон 2 (2012)
| № общий | № в сезоне | Название                                                         | Режиссёр        | Автор сценария                             | Дата премьеры   | Зрители в США (млн) |
| --- | ---------- | ---------------------------------------------------------------- | --------------- | ------------------------------------------ | --------------- | ------------------- |
| 11 | 1          | «Из разных миров» «Worlds Apart»                                 | Грэг Виман      | Марк Верхайден                             | 17 июня 2012    | 4,46                |
| Три месяца прошло с тех пор, как Том Мейсон согласился пойти с инопланетными захватчиками. Уивер по-прежнему командует Вторым Массачусетским, Энн всё ещё выполняет обязанности медика. Они прошли через много сражений и теперь они более скрытный отряд. Поуп принял командование берсеркеров, группы ренегатов в рамках Второго полка, которой Уивер не в полной мере может доверять. Когда Том неожиданно возвращается, он сталкивается с сомнением его верности к группе. Между тем, Хэл и Бен продолжают отдаляться друг от друга, так Бен оспаривает приказы своего старшего брата. |            |                                                                  |                 |                                            |                 |                     |
| 12 | 2          | «Соберёмся у реки» «Shall We Gather at the River»                | Грэг Биман      | Брэдли Томпсон и Дэвид Виддл               | 17 июня 2012    | 4,46                |
| Тома всё ещё преследуют воспоминания о его времени, проведёнными с пришельцами, и начинает задумываться, повлияли ли они на его разум. Поуп, который отвечает за допрос Тома, сеет сомнения о нём в группе. Между тем, ненависть Бена к скиттерам растёт. 2-й Массачусетский находят старый мост, который поможет им пересечь реку, чтобы избежать надвигающегося нападения. |            |                                                                  |                 |                                            |                 |                     |
| 13 | 3          | «Компас» «Compass»                                               | Майкл Кэтлман   | Врайн О                                    | 24 июня 2012    | 3,81                |
| Второй полк остановился в ангаре аэропорта, сквозняк заставляет Энн беспокоится о здоровье людей. Между тем, берсеркеры обдумывают план, чтобы избавиться от Тома. Потеряв одного из своих, Второй Массачусетский получает надежду о новом доме от визитёра, путешествующего на самолёте. |            |                                                                  |                 |                                            |                 |                     |
| 14 | 4          | «Молодая кровь» «Young Bloods»                                   | Мигель Сапочник | Хезер В. Рэгнер                            | 1 июля 2012     | 3,39                |
| Во время патрулирования, Бен и Хэл пытаются помочь молодому парню и вернуть свои украденные мотоциклы. Охота приводит их к открытию чего-то большего. Кроме того, Мэтт подвергается опасности, а Уивер воссоединиться с членом семьи. |            |                                                                  |                 |                                            |                 |                     |
| 15 | 5          | «Любовь и другие акты мужества» «Love and Other Acts of Courage» | Джон Дал        | Джо Вайсберг                               | 8 июля 2012     | 3,64                |
| Знакомое лицо возвращается во 2-й Массачусетский, но его намерения остаются неизвестными. Между тем, скиттера легко и быстро схватили и привезли в лагерь в качестве заключённого. Хэл больше сближается с Мэгги, когда она начинает открывать своё прошлое. |            |                                                                  |                 |                                            |                 |                     |
| 16 | 6          | «Возвращение домой» «Homecoming»                                 | Грэг Биман      | Врайн О                                    | 15 июля 2012    | 3,61                |
| Хэл натыкается на трупы детей с брекетами, среди которых Карен, живая. Том и Энн становятся ближе. Здоровье Уивера ухудшается, а Том обнаруживает, что он, возможно, скрывал некоторые вопросы от полка, чтобы защитить его. |            |                                                                  |                 |                                            |                 |                     |
| 17 | 7          | «Приди и возьми» «Molon Labe»                                    | Холли Дэйл      | Брэдли Томпсон и Дэвид Виддл               | 22 июля 2012    | 3,45                |
| Карен приводит Бена в ловушку, чтобы Владыка смог узнать о Сопротивлении скиттеров. Ловушка не удаётся, и Второму полку удаётся захватить Владыку. В попытке его освободить Карен использует новый тип инопланетных существ. |            |                                                                  |                 |                                            |                 |                     |
| 18 | 8          | «Смертельный марш» «Death March»                                 | Сэйт Манн       | Хезер В. Рэгнер                            | 5 августа 2012  | 3,34                |
| 2-й полк на пути в Чарльзтон. Уивер узнаёт больше о прошлом Тектора до вторжения. Хэл узнаёт о тёмном прошлом Мэгги. |            |                                                                  |                 |                                            |                 |                     |
| 19 | 9          | «Цена величия» «The Price of Greatness»                          | Адам Кейн       | Марк Верхайден                             | 12 августа 2012 | 3,46                |
| 2-й Массачусетский прибыл в Чарльстон, где Том встречает своего бывшего наставника, профессора Артура Манчестере. Их появление вызывает существенное напряжение и ситуация быстро накаляется. |            |                                                                  |                 |                                            |                 |                     |
| 20 | 10         | «Более тесный союз» «A More Perfect Union»                       | Грэг Биман      | Рэми Аубучон, Брэдли Томпсон и Дэвид Виддл | 19 августа 2012 | 3,84                |
| Группа ополчения скиттеров приходит в Чарльзтон, и представляет уникальную возможность ранить врага, убив Владыку. В конце концов, Второй полк использует эту возможность, после того как военные Чарльзтона предают их. Владыка умирает, но Карен уходит, заразив Хэла. Том узнаёт, что Анна беременна его ребёнком. Эпизод заканчивается появлением таинственных новых видов инопланетян. |            |                                                                  |                 |                                            |                 |                     |

### Сезон 3 (2013)
| № общий | № в сезоне | Название                                       | Режиссёр             | Автор сценария                          | Дата премьеры  | Зрители в США (млн) |
| --- | ---------- | ---------------------------------------------- | -------------------- | --------------------------------------- | -------------- | ------------------- |
| 21 | 1          | «На тонком льду» «On Thin Ice»                 | Грег Биман           | Рэми Аубучон                            | 9 июня 2013    | 4,21                |
| События разворачиваются через семь месяцев после того, как 2-й полк прибыл в Чарлстон. За это время Том успел получить политический пост и уйму хлопот связанных с ним. Сотрудничество Тома с мятежными скиттерами вызывает подозрения и напряжённость среди людей. А тем временем Хэла мучают кошмары, которые ему кажутся настолько реальными, что он не может понять сон это или реальность. У Тома и Эмми скоро должен появиться ребёнок. |            |                                                |                      |                                         |                |                     |
| 22 | 2          | «Сопутствующий ущерб» «Collateral Damage»      | Джеймс Маршал        | Брэдли Томпсон и Дэвид Уиддл            | 9 июня 2013    | 4,21                |
| С каждым днём, военные действия с пришельцами усиливаются и Том решает обратиться к специалисту по ядерной физике, известному под прозвищем Крысиный король, чтобы тот помог лишить врага энергии. Тем временем внутри сопротивления растут подозрения о существовании крота, что заставляет Тома и его людей принять сложное решение, подрывающее доверие внутри группы. Энни подозревает, что с её малышом не всё в порядке.                |            |                                                |                      |                                         |                |                     |
| 23 | 3          | «Пустоши» «Badlands»                           | Дэвид Соломон        | Джон Вирт                               | 16 июня 2013   | 2,79                |
| Население Чарлстона ожидают очередную мощную атаку со стороны неприятеля. Очень необычное нападения снайпера вызывает массу сомнений и вопросов внутри нового правительства города. Хэл считает, что знает, кто именно сливает информацию пришельцам. Тем временем Энни всё больше беспокоится относительно своего ребёнка. |            |                                                |                      |                                         |                |                     |
| 24 | 4          | «Любой ценой» «At All Costs»                   | Грег Биман           | Хизэр Рэгнайр                           | 23 июня 2013   | 3,55                |
| Новое продвинутое вооружение союзников позволяет жителям Чарлстона отбить нападение пришельцев, а Тома приглашают на встречу с сильным лидером. Во время того, как Хэл борется со злом, Бен сталкивается серьёзными трудностями, чтобы снова быть нормальным человеком. Энни выясняет новую информацию, которая потрясает всех. |            |                                                |                      |                                         |                |                     |
| 25 | 5          | «Поиск и восстановление» «Search and Recovery» | Сержио Мимика-Геззан | Джордан Розенберг                       | 30 июня 2013   | 3,22                |
| Так как миссия идёт совсем не по плану, Тому и Поупу приходится наконец положиться друг на друга, чтобы не погибнуть. В это время Уивер занимается поисками двух человек из второго полка, которые были потеряны. В Чарлстоне, Марина берёт всё в свои руки, не обращая внимание на власть Тома. |            |                                                |                      |                                         |                |                     |
| 26 | 6          | «Молчи и уходи» «Be Silent and Come Out»       | Адам Кэйн            | Брэдли Томпсон, Дэвид Уиддл и Джон Вирт | 7 июля 2013    | 3,49                |
| После долгих раздумий, Хэл всё-таки признаётся о своей внутренней борьбе и это оборачивается не лучшим образом против семьи Мэйсонов. Лурдес занимается экспериментами с новой и крайне опасной медицинской процедурой. В правительстве Чарлзтона происходят серьёзные перестановки, когда спасательная группа отправляется за Энн. |            |                                                |                      |                                         |                |                     |
| 27 | 7          | «Семейка Пикетт» «The Pickett Line»            | Сержио Мимика-Геззан | Хизэр Рэгнайр и Джордан Розенберг       | 14 июля 2013   | 3,33                |
| Мэйсоны, отправившиеся на поиски Энн, сталкиваются с серьёзной проблемой на дороге. Их спасательная миссия оказывается под угрозой, когда они встречают семью преступников. А тем временем в Чарзтоне назревает серьёзный конфликт между инопланетянами и людьми из-за сомнений относительно строительства мощного инопланетного орудия. |            |                                                |                      |                                         |                |                     |
| 28 | 8          | «Странные люди» «Strange Brew»                 | Дэвид Соломон        | Джон Вирт                               | 21 июля 2013   | 3,74                |
| Тому кажется, что ситуация вокруг слишком спокойная и поэтому он подозрительно осматривается по сторонам, ожидая, что может быть атакован. По пути в Чарлзтон он открывает для себя много нового, местами удивительного, а местами и ужасающего. А тем временем в Чарзтоне, Поуп и Дэн Уивер спорят о дальнейшей судьбе человека, которого они считают кротом.                                                                                |            |                                                |                      |                                         |                |                     |
| 29 | 9          | «Путь в преисподнюю» «Journey to Xibalba»      | Джонатан Фрейкс      | Брэдли Томпсон и Дэвид Уиддл            | 28 июля 2013   | 3,06                |
| В конце концов Том не выдерживает и выдаёт информацию об операции проводимой Волмами. В это время Чарлстон готовится к массированному нападению со стороны Эсфени, но сильный взрыв останавливает это столкновение. Раскрывается личность крота внутри сопротивления. |            |                                                |                      |                                         |                |                     |
| 30 | 10         | «Бразилия» «Brazil»                            | Грег Биман           | Рэми Аубучон                            | 4 августа 2013 | 3,74                |
| Второму полку удаётся разрушить опорную базу пришельцев, как планировал Том, враг повержен, а семья Мэйсонов наконец воссоединяется с теми, кого они потеряли. Но в этот момент происходит неожиданное, в игру вступают новые межзвёздные игроки, которые могут снова изменить исход этой войны… и не в сторону Землян. |            |                                                |                      |                                         |                |                     |

### Сезон 4 (2014)
| № общий | № в сезоне | Название                                              | Режиссёр             | Автор сценария               | Дата премьеры   | Зрители в США (млн) |
| --- | ---------- | ----------------------------------------------------- | -------------------- | ---------------------------- | --------------- | ------------------- |
| 31 | 1          | «Призрак в машине» «Ghost in the Machine»             | Грег Биман           | Дэвид Айк                    | 22 июня 2014    | 3,67                |
| На окраинах Чарльстона, за пределами безопасной зоны, люди Мэйсона и остатки 2-го ополчения неожиданно попадают в засаду и атакованы плотным огнём новой военной машины пришельцев. В этот раз они сталкиваются с новым, неведомым до этого существом, которое совершенно не похоже ни на одно из тех, которые видели прежде. Вся семья Мэйсонов разделены и каждому из них приходится искать новые возможности, чтобы остаться в живых. |            |                                                       |                      |                              |                 |                     |
| 32 | 2          | «Глаз» «The Eye»                                      | Сержио Мимика-Геззан | Кэрол Барби                  | 29 июня 2014    | 2,96                |
| Том узнаёт о новом плане Эсфени, что заставляет его принять сложное решение. Тем временем Поуп и Уивер ищут возможность покинуть тюрьму Эсфени. Мэтт, находясь в детском лагере Эсфени, продолжает скрывать свои настоящие намерения. Энни продолжает искать свою дочь Лекси. Бен крайне озабочен тем, как быстро увеличиваются силы Лекси и решает раскрыть тайну, которую та хранила.                                                  |            |                                                       |                      |                              |                 |                     |
| 33 | 3          | «Исход» «Exodus»                                      | Микаэл Саломон       | Джош Пейт                    | 6 июля 2014     | 2,75                |
| Том со вторым ополчением разрабатывают план побега из гетто Эсфени. А тем временем в Чайнатауне, Лекси хранит ужасную тайну, которую узнала от Бэна. Мэтт, находясь в детском лагере Эсфени отговаривает Миру от побега, который может быть для неё очень опасен. Энни, со своей командой пробивается через леса и вспоминает времена, которые провела с Карэн в башне Эсфени, где был раскрыт секрет Лекси.                             |            |                                                       |                      |                              |                 |                     |
| 34 | 4          | «Развиваться или умереть» «Evolve or Die»             | Билл Иглз            | Рэйвен Метцнер               | 13 июля 2014    | 2,78                |
| Сбежав из гетто Эсфени, Том и 2 ополчение ищут убежище в укрытии Волмов, где возрастает напряжённость между Волмами и людьми. Том отправляется с Уивером и Кочизом, чтобы найти Мэтта, оставляя Хэла за главного. Между тем в Чайнатауне Энни воссоединяется с Лекси и осознаёт, что маленькая девочка, которую она видела 6 месяцев назад, теперь стала взрослой женщиной.                                                              |            |                                                       |                      |                              |                 |                     |
| 35 | 5          | «Войны разума» «Mind Wars»                            | Натаниель Гудман     | Брюс Роман                   | 20 июля 2014    | 2,79                |
| Сразу после освобождения своего младшего сына из лагеря Эсфени, Тому приходится столкнуться с двумя незнакомыми людьми, которые нападают на него. Когда Хэл пытается отвести в безопасное место остатки второго ополчения и Волмов, ему приходится столкнуться с серьёзными разногласиями. Разные взгляды на жизнь Энни и Лекси приводят к очень опасным последствиям.                                                                   |            |                                                       |                      |                              |                 |                     |
| 36 | 6          | «Дверь номер три» «Door Number Three»                 | Джонатан Фрейкс      | Мелисса Гленн                | 27 июля 2014    | 2,65                |
| После месяцев в одиночестве, Том в конце концов воссоединяется со своей семьёй. Но радостное воссоединение прерывается, когда у Лекси возникают проблемы со здоровьем, связанные с её гибридным ДНК. Энн готова пойти на всё, чтобы спасти свою дочь. |            |                                                       |                      |                              |                 |                     |
| 37 | 7          | «Резня субботней ночью» «Saturday Night Massacre»     | Олатунде Осунсанми   | Дэвид Уиддл и Брэдли Томпсон | 3 августа 2014  | 2,73                |
| После того, как Лекси выходит из кокона, она становится намного сильнее и безжалостнее. Тому и 2-му ополчению приходится полностью сотрудничать с Волмами, чтобы удерживать несметные силы Эсфени. |            |                                                       |                      |                              |                 |                     |
| 38 | 8          | «Вещь с перьями» «A Thing with Feathers»              | Дэвид Соломон        | Райан Моттесхерд             | 10 августа 2014 | 2,51                |
| Второе ополчение зализывает раны после сокрушительной атаки Эшфени, в то время, как оставленной Мэгги приходится изо всех сил бороться за свою жизнь, а Хела — бороться за Мэгги. Тем временем Том с Дингааном оказываются отрезанными от группы и находящимися под завалом, где они могут надеяться только на то, что их спасёт вражеский корабль.                                                                                      |            |                                                       |                      |                              |                 |                     |
| 39 | 9          | «Пока смерть не разлучит нас» «Till Death Do Us Part» | Грег Биман           | Кэрол Барби                  | 17 августа 2014 | 2,46                |
| В то время, как Второе Ополчение пытается раскопать сбитый Бимер, Том в компании небольшой команды отправляется за Волмами в сторону склада припасов. По дороге они встречают друга и должны решить, можно ли ей доверять. Бен и Мэгги становятся ближе, когда он помогает ей с новыми навыками. |            |                                                       |                      |                              |                 |                     |
| 40 | 10         | «Рисование соломинками» «Drawing Straws»              | Адам Кэйн            | Джош Пейт                    | 24 августа 2014 | 2,56                |
| Том с остатками второго ополчения изучают систему полёта Бимера, чтобы отправиться на нём на луну и уничтожить силовую установку Эсфени. Они тянут соломинки, чтобы решить, кто отправится в эту опасную миссию. Угроза смерти, которая нависла над героями, выводит все противоречия на поверхность, но в конечном итоге ещё сильнее сближает членов 2-го ополчения.                                                                    |            |                                                       |                      |                              |                 |                     |
| 41 | 11         | «Космическая странность» «Space Oddity»               | Олатунде Осунсанми   | Рэйвен Метцнер               | 31 августа 2014 | 2,39                |
| Так как Лекси вернулась, миссия по уничтожению лунной базы Эсфени значительно осложняется. Чтобы спасти жизнь отцу из-за отказа системы жизнеобеспечения на бимере, Лекси приходится идти на крайние меры. А тем временем 2-е ополчение готовится к очередному нападению Эсфени. |            |                                                       |                      |                              |                 |                     |
| 42 | 12         | «Выстрел в Луну» «Shoot the Moon»                     | Грег Биман           | Дэвид Айк                    | 31 августа 2014 | 2,43                |
| Ответственность за выживание человечества теперь лежат на плечах Лекси и Тома, поэтому они обязаны найти способ уничтожения энергетического ядра и победить старого врага Тома. Тем временем на Чайнатаун сброшена мощнейшая бомба Эсфени, остановив таким образом деятельность второго ополчения и подготавливая их к преобразованию в скиттеров.                                                                                       |            |                                                       |                      |                              |                 |                     |

### Сезон 5 (2015)
| № общий | № в сезоне | Название                                            | Режиссёр           | Автор сценария    | Дата премьеры   | Зрители в США (млн) |
| --- | ---------- | --------------------------------------------------- | ------------------ | ----------------- | --------------- | ------------------- |
| 43 | 1          | «Найди в себе воина» «Find Your Warrior»            | Олатунде Осунсанми | Дэвид Айк         | 28 июня 2015    | 2,04                |
| После успешно выполненной миссии Тома и Лекси по уничтожению энергетической базы пришельцев на Луне, жизнь главного героя оказывается на чаше весов, ведь бимер на котором он улетел свободно дрейфует в космосе. Том сталкивается с достаточно неожиданным гостем, который убеждает его найти в себе силы разбудить воина, который находится в нём. Тем временем на Земле Энни берёт на себя обязанности управления ополчением, чтобы в его отсутствие сохранить порядок. Несмотря на бесконечное количество сложностей, Том удивительным способом всё-таки оказывается на Земле. Оказавшись в кругу своих друзей из 2-го ополчения Том озвучивает свой план, который по его мнению поможет им завершить эту войну с победой. |            |                                                     |                    |                   |                 |                     |
| 44 | 2          | «Испытание голодом» «Hunger Pains»                  | Олатунде Осунсанми | Марк Дюбэ         | 5 июля 2015     | 1,82                |
| Второе ополчение подвергается неожиданному нападению скиттеров и остаётся без запасов продовольствия. Чтобы выйти из сложной ситуации, Бен, Мэгги, Сара и Поуп выдвигаются на очень опасное задание, чтобы пополнить припасы. На своём пути они встречают семью, сильно пострадавшую от действий Эсфени. Мэгги приходится дать обещание, которое она может не сдержать, чтобы спасти Второе Ополчение. Тем временем Энни и Том выясняют, что пришельцы создали какой то гибрид Эсфени, Скиттера, Шершня и человека в одном существе. |            |                                                     |                    |                   |                 |                     |
| 45 | 3          | «Новорождённый» «Hatchlings»                        | Роберт Либерман    | Джонатан Гласснер | 12 июля 2015    | 1,88                |
| 2-е ополчение обнаруживает источник бесконечной поставки вражеских войск. Благодаря Волмам лидерство Тома распространяется на ополченцев во всём мире. Тому приходится сделать тяжёлый выбор. |            |                                                     |                    |                   |                 |                     |
| 46 | 4          | «Поуп пускается во все тяжкие» «Pope Breaks Bad»    | Питер Лето         | Джек Кенни        | 19 июля 2015    | 1,96                |
| Миссия по обеспечению транспортом и топливом идёт наперекосяк. Кочис сообщает тревожные новости связанные с Энн. |            |                                                     |                    |                   |                 |                     |
| 47 | 5          | «Второстепенные» «Non-Essential Personnel»          | Олатунде Осунсанми | Джим Барнс        | 26 июля 2015    | 2,03                |
| Ополчение покидает китайский квартал в надежде, что проведут финальное сражение с Эсфени. По пути они сталкиваются с бандитом, который берёт в заложники Уивер. Том отправляется на спасение Хэла от Поупа и его последователей. |            |                                                     |                    |                   |                 |                     |
| 48 | 6          | «Отсрочка» «Respite»                                | Джонатан Фрейкс    | Аянна Флойд       | 2 августа 2015  | 1,94                |
| Получивший ранение Том находит убежище встретив уникальную семью, которая смогла дистанцироваться от борьбы и боевых действий. Находясь с ними Том начинает верить в то, что жизнь может быть без войны. Отношения между Изабеллой и Хэлом продолжают развиваться, когда они вдвоём отправляются на поиски Тома. А тем временем Второе Ополчение выясняет где находится устройство Эсфени, которое может привести к окончанию войны полной победой Землян, но вначале нужно разобраться как оно работает. Мэгги принимает сложное решение, которое может вызвать серьёзные последствия, как для Второго ополчения, так и для неё самой.                                                                                        |            |                                                     |                    |                   |                 |                     |
| 49 | 7          | «У всех свои причины» «Everybody Has Their Reasons» | Мэтт Эрл Бисли     | Райан Моттеширд   | 9 августа 2015  | 1,98                |
| Второе ополчение добирается в безопасное место — на территорию функционирующей военной базы, командует которой давняя коллега Уивера, Кэти Маршалл, капитан армии США. Разрабатывается план последней крупной атаки на противника, но в определённый момент Второе ополчение начинает понимать, что здесь что-то не так. |            |                                                     |                    |                   |                 |                     |
| 50 | 8          | «14-й лагерь Вирджиния» «Stalag 14th Virginia»      | Ноа Уайли          | Джек Кенни        | 16 августа 2015 | 1,94                |
| Уивер выясняет ужасающую правду о своём старом друге. Ему приходится принимать решение, каким образом защитить 2-е ополчение. Изабелле и Мэгги приходится действовать за одно. Том и 2-е ополчение пытаются спастись. |            |                                                     |                    |                   |                 |                     |
| 51 | 9          | «Воссоединение» «Reunion»                           | Брэд Тернер        | Марк Дюбэ         | 23 августа 2015 | 1,76                |
| Том получает новое мощное оружие против Эсфени. Бен рискует жизнью, чтобы сорвать вражеские планы. Поуп обнаруживает, что Том жив, и идёт в атаку в последний раз. Между тем 2-е ополчение должно переоценить свою ситуацию, когда приходит неожиданный гость. |            |                                                     |                    |                   |                 |                     |
| 52 | 10         | «Возрождение» «Reborn»                              | Олатунде Осунсанми | Дэвид Айк         | 30 августа 2015 | 2,39                |